# Badminton-Juniorenafrikameisterschaft 2011
Die Badminton-Juniorenafrikameisterschaft 2011 fand vom 28. bis 30. Juli 2011 in Maputo statt.

## Medaillengewinner
| Disziplin    | Gold | Silber | Bronze |
| ------------ | --- | --- | --- |
| Herreneinzel | Mahmoud Elsayaad | Andries Malan | Prakash Nath |
| Herreneinzel | Mahmoud Elsayaad | Andries Malan | Aatish Lubah |
| Dameneinzel  | Kate Foo Kune | Elme de Villiers | Nesrine Baya |
| Dameneinzel  | Kate Foo Kune | Elme de Villiers | Nadine Ashraf |
| Herrendoppel | Andries Malan Prakash Nath | Cameron Coetzer Reneshan Naidoo | Youssef Ashraf Mahmoud Elsayaad                                                                                   |
| Herrendoppel | Andries Malan Prakash Nath | Cameron Coetzer Reneshan Naidoo | Omar Emad Moataz Hesham                                                                                           |
| Damendoppel  | Elme de Villiers Lee-Ann De Wet | Sandra Le Grange Jennifer van der Berg | Nadine Ashraf Aya Tayssir                                                                                         |
| Damendoppel  | Elme de Villiers Lee-Ann De Wet | Sandra Le Grange Jennifer van der Berg | Aurelie Allet Kate Foo Kune                                                                                       |
| Mixed        | Andries Malan Jennifer van der Berg | Mahmoud Elsayaad Nadine Ashraf | Prakash Nath Elme de Villiers                                                                                     |
| Mixed        | Andries Malan Jennifer van der Berg | Mahmoud Elsayaad Nadine Ashraf | Aatish Lubah Kate Foo Kune                                                                                        |
| Teams        | Südafrika Cameron Coetzer Andries Malan Reneshan Naidoo Prakash Nath Elme de Villiers Lee-Ann de Wet Sandra Le Grange Jennifer van der Berg | Mauritius Guillaume Lo Aatish Lubah Oshand Nobin Georges Paul Stephane Perne Sejilen Rungasamy Aurélie Allet Nawsheen Domah Rheea Dookhee Kate Foo Kune Deepti Ramchurn Raeesah Rassoolkhan | Ägypten Youssef Ashraf Mahmoud Elsayad Omar Emad Moataz Hesham Nadine Ashraf Rana Osman Toka Elwasary Aya Tayssir |

## Einzelwettbewerb

### Herreneinzel
|  | Halbfinale | Halbfinale      | Halbfinale | Halbfinale | Halbfinale |  |  | Finale | Finale          | Finale | Finale | Finale |
|  |            |                 |            |            |            |  |  |        |                 |        |        |        |
|  |            |                 |            |            |            |  |  |        |                 |        |        |        |
|  | 1          | Mahmoud Elsayad | 21         | 23         | 21         |  |  |        |                 |        |        |        |
|  | 4          | Prakash Nath    | 14         | 25         | 18         |  |  |        |                 |        |        |        |
|  |            |                 |            |            |            |  |  | 1      | Mahmoud Elsayad | 21     | 17     | 21     |
|  |            |                 |            |            |            |  |  | 2      | Andries Malan   | 17     | 21     | 7      |
|  |            | Aatish Lubah    | 18         | 13         |            |  |  |        |                 |        |        |        |
|  | 2          | Andries Malan   | 21         | 21         |            |  |  |        |                 |        |        |        |
|  |            |                 |            |            |            |  |  |        |                 |        |        |        |

### Dameneinzel
|  | Halbfinale | Halbfinale       | Halbfinale | Halbfinale | Halbfinale |  |  | Finale | Finale           | Finale | Finale | Finale |
|  |            |                  |            |            |            |  |  |        |                  |        |        |        |
|  |            |                  |            |            |            |  |  |        |                  |        |        |        |
|  | 1          | Kate Foo Kune    | 21         | 21         |            |  |  |        |                  |        |        |        |
|  | 4          | Nesrine Baya     | 16         | 9          |            |  |  |        |                  |        |        |        |
|  |            |                  |            |            |            |  |  |        | Kate Foo Kune    | 21     | 21     |        |
|  |            |                  |            |            |            |  |  |        | Elme de Villiers | 17     | 19     |        |
|  | 3          | Nadine Ashraf    | 13         | 19         |            |  |  |        |                  |        |        |        |
|  | 2          | Elme de Villiers | 21         | 21         |            |  |  |        |                  |        |        |        |
|  |            |                  |            |            |            |  |  |        |                  |        |        |        |

### Herrendoppel
|  | Halbfinale | Halbfinale                      | Halbfinale | Halbfinale | Halbfinale |  |  | Finale | Finale                          | Finale | Finale | Finale |
|  |            |                                 |            |            |            |  |  |        |                                 |        |        |        |
|  |            |                                 |            |            |            |  |  |        |                                 |        |        |        |
|  | 1          | Andries Malan Prakash Nath      | 21         | 21         |            |  |  |        |                                 |        |        |        |
|  |            | Omar Emad Moataz Hesham         | 17         | 18         |            |  |  |        |                                 |        |        |        |
|  |            |                                 |            |            |            |  |  | 1      | Andries Malan Prakash Nath      | 23     | 17     | 21     |
|  |            |                                 |            |            |            |  |  |        | Cameron Coetzer Reneshan Naidoo | 21     | 21     | 16     |
|  | 3          | Youssef Ashraf Mahmoud Elsayad  | 19         | 13         |            |  |  |        |                                 |        |        |        |
|  |            | Cameron Coetzer Reneshan Naidoo | 21         | 21         |            |  |  |        |                                 |        |        |        |
|  |            |                                 |            |            |            |  |  |        |                                 |        |        |        |

### Damendoppel
|  | Halbfinale | Halbfinale                             | Halbfinale | Halbfinale | Halbfinale |  |  | Finale | Finale                                 | Finale | Finale | Finale |
|  |            |                                        |            |            |            |  |  |        |                                        |        |        |        |
|  |            |                                        |            |            |            |  |  |        |                                        |        |        |        |
|  | 1          | Nadine Ashraf Aya Tayssir              | 13         | 18         |            |  |  |        |                                        |        |        |        |
|  | 4          | Elme de Villiers Lee-Ann de Wet        | 21         | 21         |            |  |  |        |                                        |        |        |        |
|  |            |                                        |            |            |            |  |  | 4      | Elme de Villiers Lee-Ann de Wet        | 21     | 21     |        |
|  |            |                                        |            |            |            |  |  | 2      | Sandra Le Grange Jennifer van der Berg | 12     | 18     |        |
|  | 3          | Aurélie Allet Kate Foo Kune            | 11         | 23         | 17         |  |  |        |                                        |        |        |        |
|  | 2          | Sandra Le Grange Jennifer van der Berg | 21         | 21         | 21         |  |  |        |                                        |        |        |        |
|  |            |                                        |            |            |            |  |  |        |                                        |        |        |        |

### Mixed
|  | Halbfinale | Halbfinale                          | Halbfinale | Halbfinale | Halbfinale |  |  | Finale | Finale                              | Finale | Finale | Finale |
|  |            |                                     |            |            |            |  |  |        |                                     |        |        |        |
|  |            |                                     |            |            |            |  |  |        |                                     |        |        |        |
|  | 1          | Mahmoud Elsayad Nadine Ashraf       | 21         | 21         |            |  |  |        |                                     |        |        |        |
|  |            | Prakash Nath Elme de Villiers       | 11         | 14         |            |  |  |        |                                     |        |        |        |
|  |            |                                     |            |            |            |  |  |        | Mahmoud Elsayad Nadine Ashraf       | 15     | 20     |        |
|  |            |                                     |            |            |            |  |  |        | Andries Malan Jennifer van der Berg | 21     | 22     |        |
|  | 4          | Aatish Lubah Kate Foo Kune          | 21         | 11         | 16         |  |  |        |                                     |        |        |        |
|  | 2          | Andries Malan Jennifer van der Berg | 13         | 21         | 21         |  |  |        |                                     |        |        |        |
|  |            |                                     |            |            |            |  |  |        |                                     |        |        |        |

## Teams

### Endrunde
|  | Halbfinale | Halbfinale | Halbfinale |  |  | Finale | Finale    | Finale |
|  |            |            |            |  |  |        |           |        |
|  |            |            |            |  |  |        |           |        |
|  |            | Südafrika  | 3          |  |  |        |           |        |
|  |            | Ägypten    | 1          |  |  |        |           |        |
|  |            |            |            |  |  |        | Südafrika | 3      |
|  |            |            |            |  |  |        | Mauritius | 1      |
|  |            | Algerien   | 0          |  |  |        |           |        |
|  |            | Mauritius  | 3          |  |  |        |           |        |
|  |            |            |            |  |  |        |           |        |

### Endstand
| Pos.   | Team      | P | W | L | Pkt. | MD  | Resultat  |
| ------ | --------- | - | - | - | ---- | --- | --------- |
| Gold   | Südafrika | 3 | 3 | 0 | 3    | +9  | Champions |
| Silber | Mauritius | 3 | 2 | 1 | 2    | +2  | Finale    |
|        |           |   |   |   |      |     |           |
| Bronze | Ägypten   | 3 | 1 | 2 | 1    | +1  | 3. Platz  |
|        |           |   |   |   |      |     |           |
| 4      | Algerien  | 3 | 0 | 3 | 0    | −12 | 4.        |